# Mobula rochebrunei
Mobula rochebrunei är en rockeart som först beskrevs av Vaillant 1879.  Mobula rochebrunei ingår i släktet Mobula och familjen örnrockor. IUCN kategoriserar arten globalt som sårbar. Inga underarter finns listade i Catalogue of Life.